# Sanford (cráter)

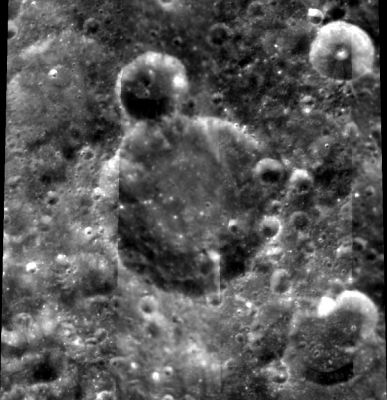
Fotografía de la misión Clementine (1994)

Sanford es un cráter de impacto localizado en el hemisferio norte de la cara oculta de la Luna. Se encuentra al sur-sureste del cráter Klute, y justo al oeste-noroeste de Teisserenc. Al suroeste se halla Joule.
|  |

Es una formación circular, con un borde exterior desgastado. Un par de pequeñas cratercillos yacen sobre el sector este del brocal, y el cráter satélite Sanford Y aparece unido al borde exterior en su lado norte-noroeste. Solapados por el sur aparecen lo que pueden ser los restos de un cráter sin nombre más grande, considerablemente erosionado.

## Cráteres satélite
Por convención estos elementos se identifican en los mapas lunares colocando la letra en el lado del punto central del cráter más cercano a Sanford.
|         | \| Sanford \| Coordenadas \| Diámetro \| \| ------- \| ------------------------------- \| -------- \| \| C \| 34°06′N 137°00′O / 34.1, -137.0 \| 18 km \| \| T \| 32°42′N 143°18′O / 32.7, -143.3 \| 43 km \| \| W \| 33°42′N 140°12′O / 33.7, -140.2 \| 38 km \| \| Y \| 33°42′N 139°12′O / 33.7, -139.2 \| 22 km \| |          |
| Sanford | Coordenadas | Diámetro |
| C       | 34°06′N 137°00′O / 34.1, -137.0 | 18 km    |
| T       | 32°42′N 143°18′O / 32.7, -143.3 | 43 km    |
| W       | 33°42′N 140°12′O / 33.7, -140.2 | 38 km    |
| Y       | 33°42′N 139°12′O / 33.7, -139.2 | 22 km    |